# Bedotia masoala
Bedotia masoala is een straalvinnige vissensoort uit de familie van de bedotia's (Bedotiidae). De wetenschappelijke naam van de soort is voor het eerst geldig gepubliceerd in 2001 door Sparks.
De soort is endemisch in Madagaskar.